# Венішія
Алмазна копальня «Венішія» (англ. Venetia Diamond Mine) — головна алмазна копальня ПАР на початку XXI століття, тут добувається майже половина алмазів країни. Стала до ладу у 1992 році.

## Характеристика
Родовище складається з 12 відносно невеликих кімберлітових тіл, розташованих недалеко один від одного.

## Технологія розробки
Видобуток алмазів ведуть відкритим способом.
Декілька найбільших і високоалмазоносних тіл відпрацьовується одним кар'єром, що вимагає великих обсягів розкривних робіт. У зв'язку з цим в 1999 р. була зроблено кардинальне перепланування кар'єра, що дозволило істотно скоротити видалення пустих порід. На основі цієї сучасної моделі родовище буде відпрацьовуватися кар'єром до 2020 р.; його глибина складе понад 400 м. Після завершення відкритих почнеться підземна експлуатація родовища .
У 1999 р. завершена почата в 1998 р. модернізація системи видобутку руди: впроваджено нові автосамоскиди марки «785В» фірми Caterpillar, вантажопідйомністю 136 т, розкривний фронтальний гідравлічний екскаватор «Cat 5230» — найпотужніший агрегат цього типу (робоча вага — 320 т, привідний дизельний двигун «Cat 3516V15» потужністю 1095 кВт, місткість його ковша — 15.5 куб.м, місткість паливного бака — 5300 л, що досить для роботи протягом 24 годин). Екскаватор завантажує самоскид вантажопідйомністю 136 т менш ніж за 3 хв. Він забезпечений вдосконаленою контрольною системою (Vital Information Managenent Sistems — VIMS). VIMS взаємодіє з встановленою на руднику GPS-системою «Wenco», керуючою роботою парку рудникового транспорту і землерийної техніки в реальному часі. Навантаження руди здійснюють два навантажувачі «Cat 992G» з місткістю ковша 12 куб.м.
У 2000 р. на руднику застосована нова система облицювання деталей конструкцій, що зазнають інтенсивного абразивного впливу кімберлітової руди. Для цього використана кераміка на основі оксиду алюмінію; це зменшило втрати алмазів і дозволило істотно знизити частоту планових ремонтів обладнання. Це особливо важливе в зв'язку з тим, що на вимоги системи безпеки ніяке обладнання ні при яких умовах не повинне покидати територію фабрики з моменту запуску аж до закінчення її роботи.
У 2000 р видобуток на руднику Венішія збільшився на 20 % в порівнянні з 1999 р, чому сприяли зроблені удосконалення і перехід на безперервний режим роботи збагачувальної фабрики.